# Cykas
Cykas (Cycas) je rod rostlin z čeledi cykasovité (Cycadaceae). Rod cykas obsahuje přibližně 98 druhů cykasů a dalších přibližně 8 poddruhů z Asie a Austrálie a Afriky. Jménem cykasy je nicméně označováno více než 300 druhů rostlin v širší třídě cykasy.
Nejznámějším cykasem je cykas japonský (Cycas revoluta), pocházející z jižního Japonska. Jako jediný z tohoto rodu je běžně dostupný i v prodejnách v ČR.
Jedná se o prastarou a primitivní skupinu přežívající od doby permu (asi 250 milionů let). I proto jsou, vedle kapradin a přesliček, základem pravěkých sekcí řady botanických zahrad a jsou známy jako tzv. živoucí zkameněliny, rostliny s řadou prehistorických znaků.

## Výskyt roduCycas
Hlavní skupina cykasů pochází z Asie, další z Austrálie a jediný druh roste na Madagaskaru a východním pobřeží Afriky (Cycas thouarsii).

## Botanická charakteristika
Cykasy se na první pohled se podobají podsaditějším palmám, a také rodové jméno „kykas“ označuje v řečtině druh palmy.
Většina druhů vytváří nevětvené či větvené nadzemní kmeny, přičemž u několika druhů mohou být kmeny i podzemní takže koruna listů vyrůstá jakoby přímo ze země. Listy jsou jednoduché, velmi výjimečně zpeřené (Cycas multipinnata) a uspořádány spirálovitě.

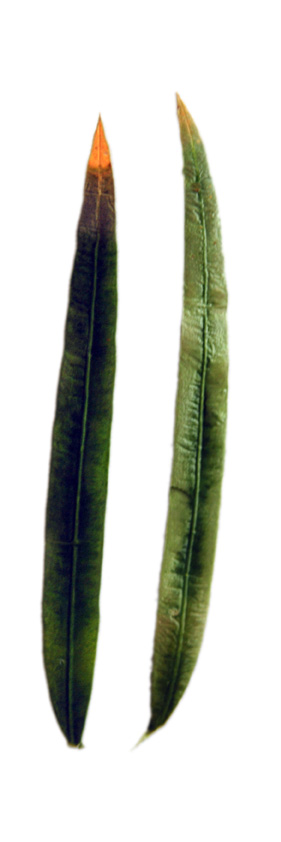
Lístky druhu Cycas tansachana s typickou středovou žilou

Nejviditelnějším rozdílem oproti většině ostatních cykasů je, že rod cykas jako takřka jediný z rodů cykasů má v lístcích středovou žílu (oproti např. zamiím či encephalartosům) a naopak postrádají druhotné žilky. Středovou žílu mají mezi cykasorosty již jen velmi vzácné tři druhy v rodech stangerie a čigua.

## Rozmnožování

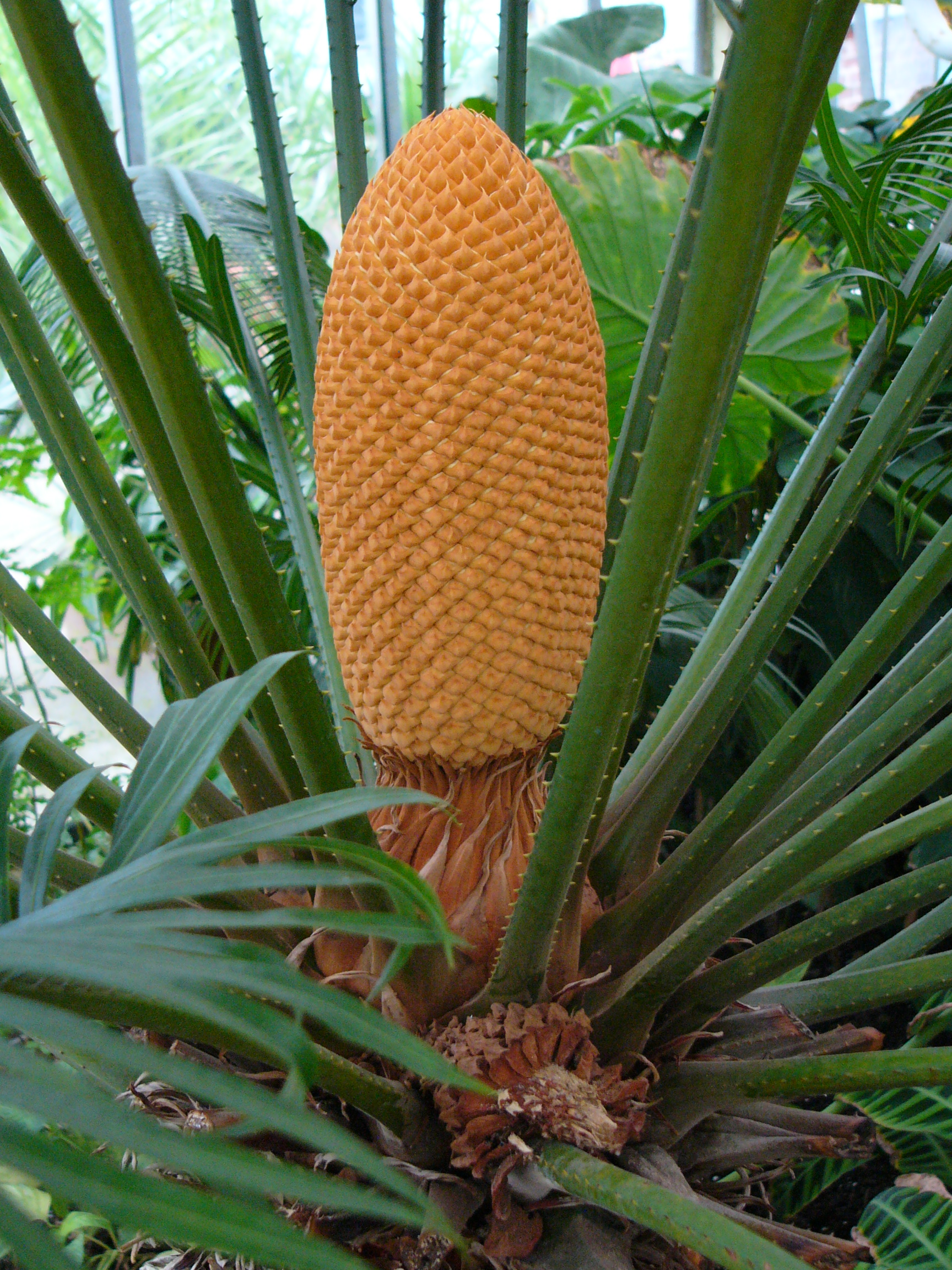
Samčí šiška druhu Cycas circinalis v Olomouci

Cykasy jsou dvoudomé rostliny, které se rozmnožují semeny, případně i oddělením kmenových výhonků.
Samčí rostlina vytváří šištice.
Samičí rostlina vytváří semena na megasporofylech ve dvou možných uspořádáních, podle kterého se také druhy v této čeledi rozdělují na dvě podskupiny:
- volně - megasporofyly jsou volnými plodolisty - např. Cycas rumphii nebo Cycas circinalis
- hlávka - megasporofyly pevně uspořádané ve falešné šištici, např. Cycas revoluta viz fotografie napravo nahoře.

Opylování je v přírodě vázáno na specifický druh hmyzu, v zajetí je možné umělé opylování.

## Pěstování cykasů
Pěstování běžně dostupných cykasů je jednoduché. Rostliny v našich domácích podmínkách vytvářejí obvykle jednou za rok vrh listů, které se odvíjejí ze středu podobně jako listy kapradin. Vzhledem k hlubokému a mohutnému hlavnímu kořenu jsou doporučovány vysoké květináče, které nemusí být příliš široké, musí ovšem zůstat prostor pro vystoupení korálovitých kořenů na povrch.
Absolutní podmínkou pro pěstování cykasů je prodyšná půda, kterou voda proteče, zůstane vlhká, ale nikoliv zbytečně dlouho mokrá. Škodí jim přílišné vlhko a zcela zásadně nesnášejí mokro a chlad současně. Hlavní příčinou jejich úmrtí je proto uhnití kořene ve vlhkém prostředí, které ne vždy lze zpočátku poznat na samotné rostlině. Hlínu je tedy třeba namíchat s kaménky či jiným hrubým materiálem jako je pemza či perlit. V případě, že nemáte zkušenosti s cykasy, lze nouzově využít prodyšné směsi pro palmy nebo pro kaktusy, detailní popis substrátů ovšem najdete na některých specializovaných stránkách viz odkazy pod tímto textem.

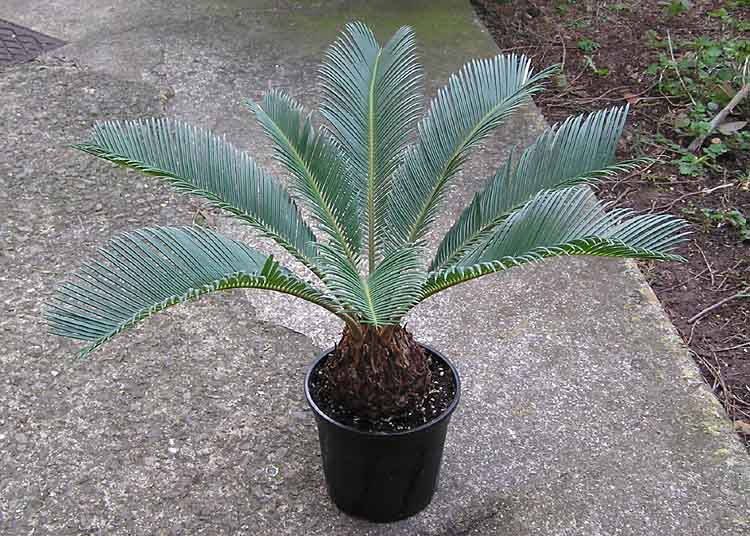
Cykas japonský
Mladá rostlina cykasu tak jak je v prodeji v obchodech

Pro další růst jsou nicméně nutné další faktory - teplo a světlo - bez nich je obtížné dosáhnout vyrašení nových listů, typický problém v našich podmínkách. Na jaře se tedy doporučuje rostliny umístit na teplá a světlá místa. To by mělo být dobrým popudem pro zahájení růstu. Teplo musí být zajištěno i v noci, což v ČR může být problémem obzvláště venku. Není třeba příliš hnojit.
Cykasy držené v teple ale polostínu vytvářejí protáhlé nepěkné listy (podstatně delší než listy původní), které se po vyzrátí a zatvrdnutí již nikdy nezmění a je možné je tedy odstřihnout. V případě zahájeného rašení nového vrhu listů je proto potřeba rostlinu okamžitě umístit alespoň dočasně na preferované velmi teplé a velmi světlé místo do doby než mladé měkké listy zatvrdnou, poté ji můžete vrátit zpět. Pokud je toto místo u okna s jedním směrem světla, je vhodné rostlinu otáčet, aby se vytvořily pravidelné listy. Bez tepla ovšem rostlina nemusí na jaře nasadit. Byla by škoda, kdyby vrh listů vyšel nazmar, protože na další budete čekat opět rok. Podrobnější informace o pěstování lze nalézt u popisu každého druhu, např. u nejznámějšího druhu cykas japonský (c. revoluta).

## Evoluce
Cykasy jsou považovány za živoucí fosílie. Rod cykas je spřízněn s dalšími čeleděmi cykasů, fylogenetické studie nicméně ukázaly, že čeleď Cycadaceae je nejstarší ze všech dalších skupin současných cykasů. To dokazuje i jejich primitivnější uspořádání samičích megasporofylů (volné plodolisty u čeledi cykasovité oproti šišticím u ostatních čeledí).

## RodCycasv Česku
V současnosti největším, nejstarším a na nejvyšší cenu oceněným cykasem z rodu Cycas v České republice je pravděpodobně 200 let starý cykas indický (Cycas circinalis), který vlastní Botanická zahrada Univerzity Karlovy v Praze (Na Slupi). Tamní vzrostlé stromy byly znaleckým posudkem ohodnoceny každý na 1 000 000 Kč. Jedná se tedy o pravděpodobně nejdražší známé rostliny v Česku. Tyto cykasy jsou zasazeny ve volné zemi a jsou tedy prakticky nepřesaditelné, což ovlivnilo i rekonstrukci skleníků v 90. letech 20. století, při které musel být skleník obestavěn kolem nich.

## Druhy cykasů

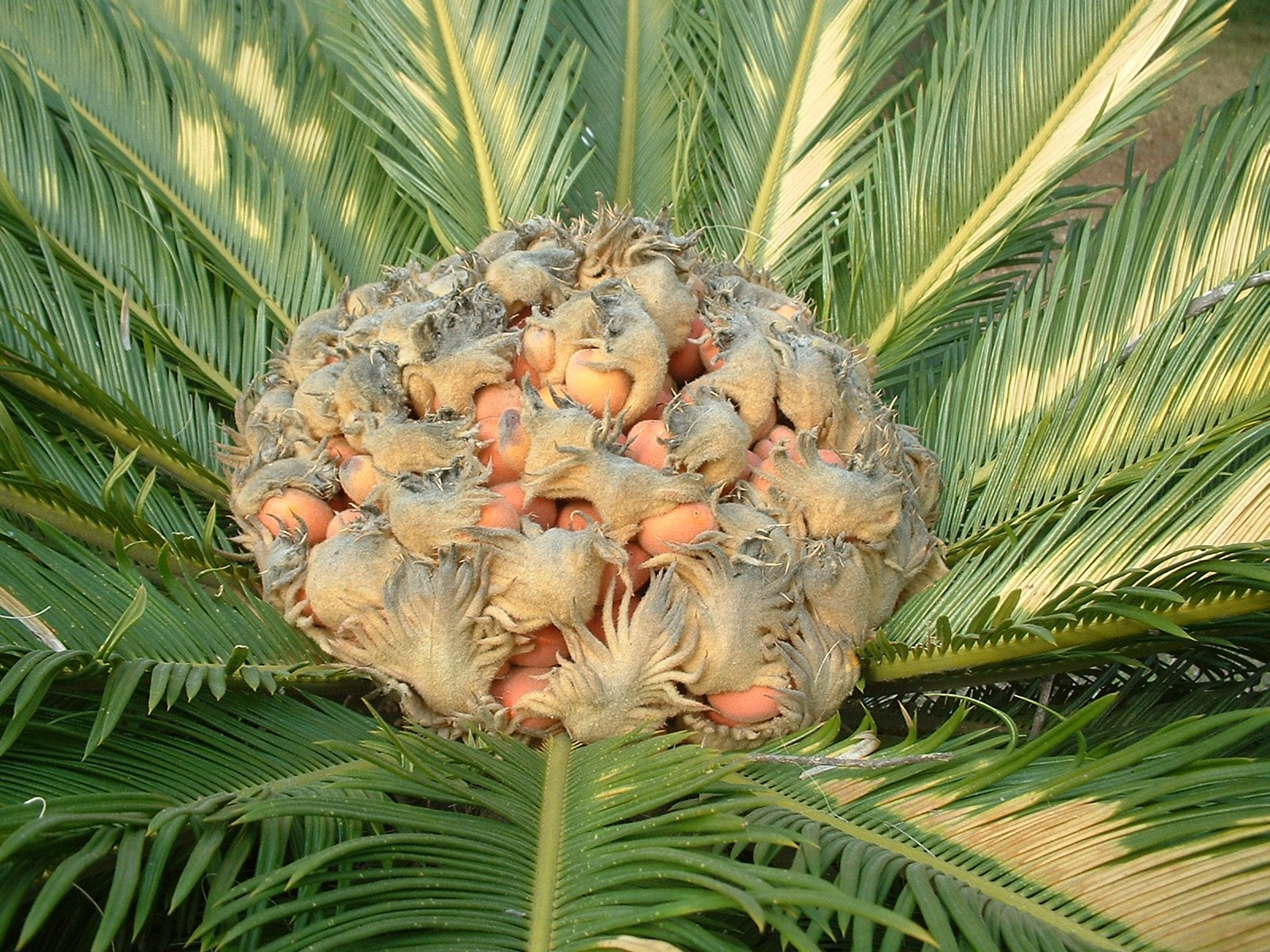
Samičí hlávka (megasporofyl) druhu Cycas revoluta

Je uznáváno celkem 98 druhů cykasů:
- Cycas aculeata
- Cycas angulata
- Cycas apoa
- Cycas arenicola
- Cycas armstrongii
- Cycas arnhemica
- Cycas badensis
- Cycas balansae
- Cycas basaltica
- Cycas beddomei
- Cycas bifida
- Cycas bougainvilleana
- Cycas brachycantha
- Cycas brunnea
- Cycas cairnsiana
- Cycas calcicola
- Cycas campestris
- Cycas canalis
- Cycas candida
- Cycas chamaoensis
- Cycas changjiangensis
- Cycas chevalieri
- Cykas indický - Cycas circinalis
- Cycas clivicola
- Cycas collina
- Cycas condaoensis
- Cycas conferta
- Cycas couttsiana
- Cycas curranii
- Cycas debaoensis
- Cycas desolata
- Cycas diannanensis
- Cycas dolichophylla
- Cycas edentata
- Cycas elephantipes
- Cycas elongata
- Cycas fairylakea
- Cycas falcata
- Cycas ferruginea
- Cycas fugax
- Cycas furfuracea
- Cycas guizhouensis
- Cycas hainanensis
- Cycas hoabinhensis
- Cycas hongheensis
- Cycas inermis
- Cycas javana
- Cycas lane-poolei
- Cycas lindstromii
- Cycas litoralis
- Cycas maconochiei
- Cycas macrocarpa
- Cycas media
- Cycas megacarpa
- Cycas micholitzii
- Cycas micronesica
- Cycas multipinnata
- Cycas nathorstii
- Cycas nongnoochiae
- Cycas ophiolitica
- Cycas orientis
- Cycas pachypoda
- Cycas panzhihuaensis
- Cycas papuana
- Cycas pectinata
- Cycas petraea
- Cycas platyphylla
- Cycas pranburiensis
- Cycas pruinosa
- Cykas japonský - Cycas revoluta
- Cycas riuminiana
- Cycas rumphii
- Cycas saxatilis
- Cycas schumanniana
- Cycas scratchleyana
- Cycas seemanii
- Cycas segmentifida
- Cycas semota
- Cycas sexseminifera
- Cycas siamensis
- Cycas silvestris
- Cycas simplicipinna
- Cycas sphaerica
- Cycas szechuanensis
- Cycas taitungensis
- Cycas taiwaniana
- Cycas tanqingii
- Cycas tansachana
- Cycas thouarsii
- Cycas tropophylla
- Cycas tuckeri
- Cycas wadei
- Cycas xipholepis
- Cycas yorkiana
- Cycas zeylanica